# Krulspeld

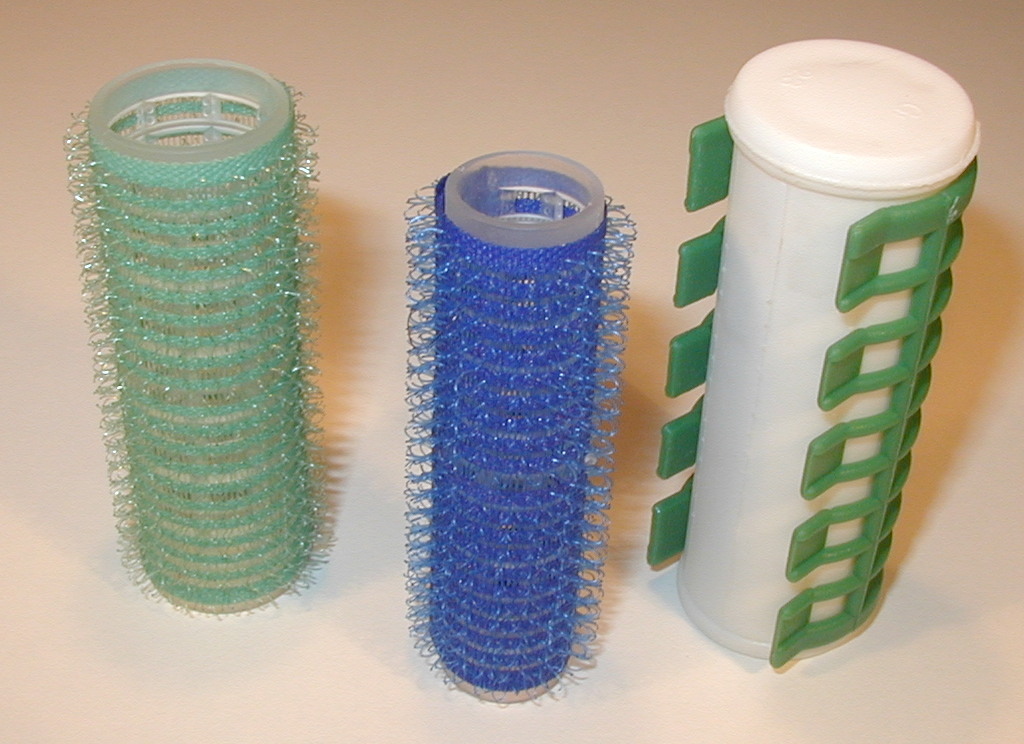
Verschillende soorten krulspelden

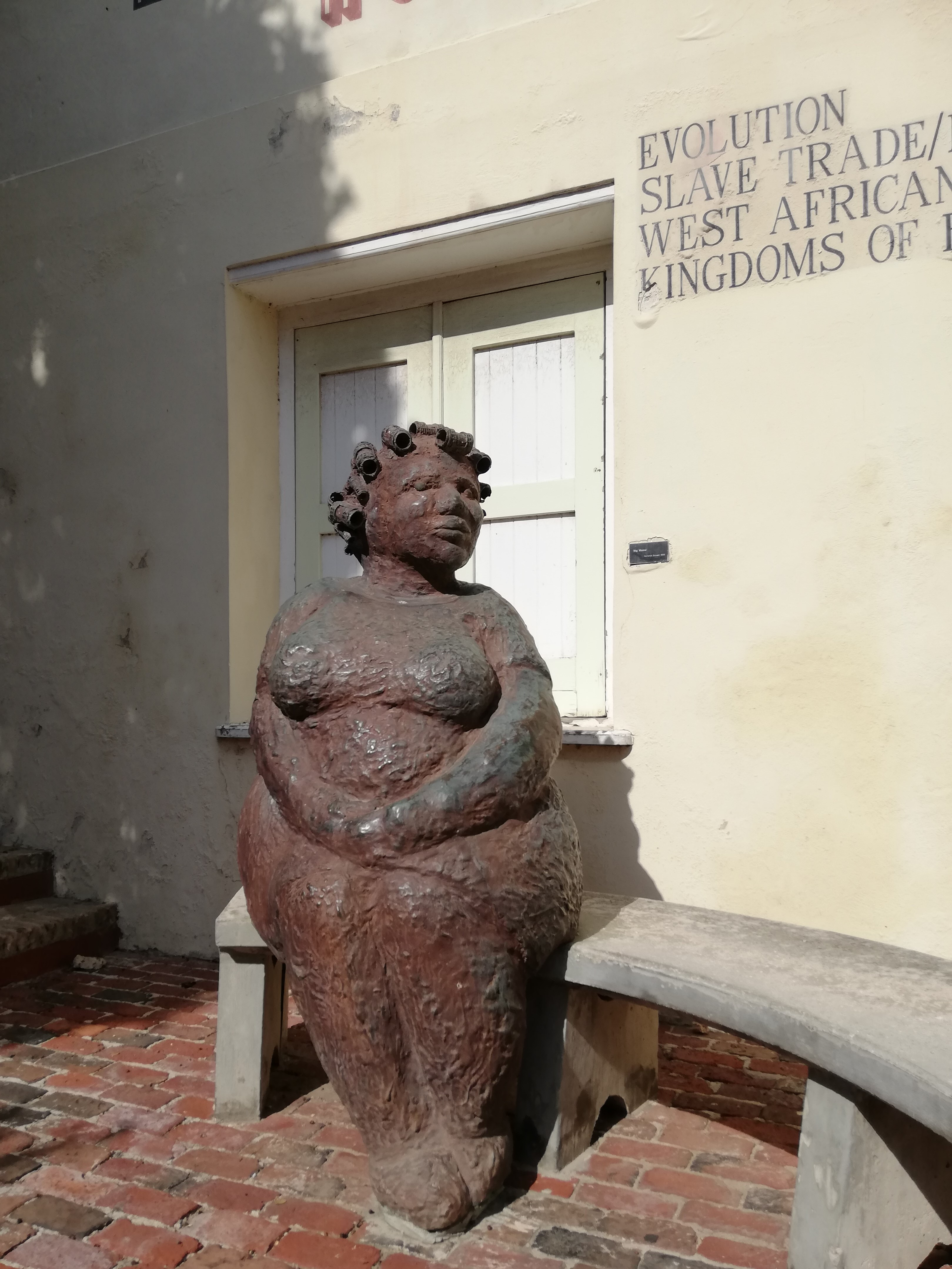
Beeld Big Mama (met krulspelden) van Hortence Brouwn, Museum Kurá Hulanda, Willemstad (Curaçao)

Een krulspeld of haarroller is een klein kokertje, vaak van plastic, gebruikt om krullen aan te brengen in steil haar, of ook wel om krullend haar steiler te maken. 
De haren worden spiraalsgewijs om de krulspeld gewikkeld, waarna deze verwarmd wordt. Door het verwarmen blijft de vorm van het haar in stand, omdat er tijdens het drogen waterstofbruggen tussen de keratineketens van het haar ontstaan, die de vorm van het haar vasthouden. De krulspeld kan vooraf verwarmd worden, of elektrisch verwarmd na aanbrengen, of de verwarming kan extern gebeuren met behulp van bijvoorbeeld een droogkap. Om het gewenste effect te krijgen gebruiken mensen twintig tot dertig krulspelden. 
In plaats van verwarmen kan de krul verkregen worden door de krulspeld in te smeren met chemicaliën, waardoor de krullen langer in het haar blijven zitten, een zogenaamd permanent. Tijdens dit proces worden er zwavelbruggen tussen de keratineketens gevormd. Deze zwavelbruggen zijn veel sterker dan waterstofbruggen, waardoor deze vorm van krullen zorgt voor een langduriger resultaat.
Er bestaan krulspelden in verschillende maten. Bij een smallere rol ontstaat een kleinere krul.

## Wetenswaardigheden
Een variant van de krulspeld is de papillot. Papillotten worden ook wel gebruikt om pijpenkrullen te maken.